# Jaleo
„Jaleo” to piosenka latin-popowa stworzona na piąty hiszpańskojęzyczny album studyjny portorykańskiego piosenkarza Ricky’ego Martina pt. Almas del silencio (2003). Wyprodukowany przez Tommy’ego Torresa, utwór wydany został jako drugi singel promujący krążek dnia 2 kwietnia 2003 roku.

## Teledysk
Wideoklip do utworu wyreżyserowali Kacho Lopez oraz Carlos Pérez. Jego premiera odbyła się kwietniem 2003, podobnie jak premiera klipu do wcześniejszego singla Ricky’ego Martina „Tal vez”, również reżyserowanego przez duet Lopez/Pérez.